# ŽNK Dugopolje 714 Dugopolje
ŽNK Dugopolje 714, ženski je nogometni klub iz Dugopolja.

## Povijest
Ženski nogometni klub Dugopolje 714 osnovan je 7. travnja 2017. godine.